# Herman (Simpsonovi)
Herman Hermann je fiktivní postava z amerického animovaného seriálu Simpsonovi. Je jednorukým majitelem obchodu s vojenskými starožitnostmi. Naznačuje, že o ruku přišel, když ji vystrčil z okna školního autobusu. Retrospektiva dílu Panu Burnsovi s láskou ukazuje, jak přichází o ruku při stopování, když ho zboku srazí dodávka kontroly zvířat. Jako brilantní vojenský taktik se Herman podílel na Bartově vítězství v souboji s Nelsonem a na vyjednání mírové smlouvy mezi oběma bojujícími stranami v epizodě Bart generálem aneb Kdopak by se Nelsona bál, která je jeho prvním a nejvýznamnějším vystoupením.
Herman je často zobrazován jako podvodník, který v dílu Dědovo dědictví prodal Abrahamu Simpsonovi fez, když falešně tvrdil, že ho dříve vlastnil Napoleon Bonaparte; Herman pak Abeův starý klobouk inzeroval jako „klobouk, ve kterém byl zastřelen McKinley“. V dílu Springfieldská spojka se v garáži Simpsonových pokoušel obchodovat s falešnými kalhotami, ale Marge Simpsonová jej odhalila. V parodii na Pulp Fiction: Historky z podsvětí jednou zajal náčelníka Wigguma a Haďáka a držel je jako rukojmí, ale Milhouse jej omylem omráčil středověkým mávátkem a zachránil je. Herman je vnímán jako poněkud nebezpečná postava, obléká se do vojenské uniformy a mluví pomalým, chraplavým hlasem. Je odhaleno a zmiňováno, že má pod pultem nabitou brokovnici a k dispozici různé další střelné zbraně.
V původním znění jej dabuje Harry Shearer, jenž napodobuje hlas George H. W. Bushe. Hermanův vzhled obličeje je vymodelován podle scenáristy Simpsonových Johna Swartzweldera. Původní myšlenka Hermana byla podle Matta Groeninga taková, že pokaždé, když se objeví, podá jiné vysvětlení toho, jak přišel o ruku. Druhý vtip, který zahrnoval Hermana, jenž si ruku strčil do koule v kuželkárně, však byl vystřižen a scenáristé se tímto nápadem až do dílu Panu Burnsovi s láskou nikdy nezabývali.
Server CinemaBlend zařadil postavu Hermana na seznam 8 postav ze Simpsonových, které by měly být pravděpodobně odstraněny ze seriálu.